# Curtiss YA-10 Shrike
Curtiss Aeroplane and Motor Company Model 59B YA-10 là một phiên bản thử nghiệm của loại máy bay cường kích A-8 Shrike trong thập niên 1930 của Hoa Kỳ.

## Biến thể
YA-10
XS2C-1

## Quốc gia sử dụng
United States
- Quân đoàn Không quân Lục quân Hoa Kỳ

## Tính năng kỹ chiến thuật (XA-10)
Đặc điểm tổng quát
- Kíp lái: 2
- Chiều dài: 32,5 ft (9,9 m)
- Sải cánh: 44,25 ft (13,5 m)
- Chiều cao: 9.0 ft (2,75 m)
- Trọng lượng cất cánh tối đa: 6.135 lb (2.783 kg)
- Động cơ: 1 × Pratt & Whitney R-1690-9 (R-1690D) "Hornet", 630 hp (470 kW)

 Hiệu suất bay 
- Vận tốc cực đại: 174 mph (280 km/h)
- Vận tốc hành trình: 148 mph (238 km/h)
- Tầm bay: 500 mi (800 km)
- Trần bay: ~15.000 ft (~4.570 m)

Trang bị vũ khí

- Súng máy
  - 4 × súng máy M1919 Browning.30 in (7,62 mm) phía trước
  - 1 × súng máy.30 in (7,62 mm) phía sau
- Bom
  - 4 × bom 122 lb (55 kg)